# 91. pehotna divizija (ZDA)
91. pehotna divizija (izvirno angleško 91st Infantry Division) je bila pehotna divizija Kopenske vojske ZDA.

## Zgodovina
Divizija je bila prvotno ustanovljena iz prebivalcev Aljaske, Washingtona, Oregona, Kalifornije, Idaha, Nevade, Montane, Wyominga in Utaha.